# Tenay
Tenay est une commune française située dans le département de l'Ain, en région Auvergne-Rhône-Alpes.
Ses habitants s'appellent les Tenaysiens et les Tenaysiennes.

## Géographie
Située à la fin des gorges de l'Albarine, la petite bourgade se tasse sur chaque rive en occupant aussi les fortes pentes qui dominent l'église. L'énergie hydraulique et la proximité de Lyon (environ 60 km) expliquent l'implantation ancienne d'ateliers où travaillaient de très nombreux ouvriers et ouvrières. Le pont qui enjambe la rivière Albarine dans le village date de 1765.
Le ruisseau des Eaux-Noires traverse également le village.
La commune est composée des hameaux de Malix, le Chanay et Plomb. Le lieu-dit Moulin à Ciment regroupe quelques maisons le long de la route d'Hauteville-Lompnes.

### Climat
Pour des articles plus généraux, voir Climat d'Auvergne-Rhône-Alpes et Climat de l'Ain.
En 2010, le climat de la commune est de type climat de montagne, selon une étude du CNRS s'appuyant sur une série de données couvrant la période 1971-2000. En 2020, Météo-France publie une typologie des climats de la France métropolitaine dans laquelle la commune est exposée à un climat de montagne ou de marges de montagne et est dans une zone de transition entre les régions climatiques « Jura » et « Alpes du nord ».
Pour la période 1971-2000, la température annuelle moyenne est de 10,3 °C, avec une amplitude thermique annuelle de 17,6 °C. Le cumul annuel moyen de précipitations est de 1 531 mm, avec 12,3 jours de précipitations en janvier et 8,3 jours en juillet. Pour la période 1991-2020, la température moyenne annuelle observée sur la station météorologique de Météo-France la plus proche, sur la commune de Saint-Rambert-en-Bugey à 6 km à vol d'oiseau, est de 11,4 °C et le cumul annuel moyen de précipitations est de 1 512,4 mm,. Pour l'avenir, les paramètres climatiques de la commune estimés pour 2050 selon différents scénarios d'émission de gaz à effet de serre sont consultables sur un site dédié publié par Météo-France en novembre 2022.

## Urbanisme

### Typologie
Au 1er janvier 2024, Tenay est catégorisée bourg rural, selon la nouvelle grille communale de densité à 7 niveaux définie par l'Insee en 2022.
Elle est située hors unité urbaine et hors attraction des villes,.

### Occupation des sols
L'occupation des sols de la commune, telle qu'elle ressort de la base de données européenne d’occupation biophysique des sols Corine Land Cover (CLC), est marquée par l'importance des forêts et milieux semi-naturels (84,4 % en 2018), en diminution par rapport à 1990 (91,5 %). La répartition détaillée en 2018 est la suivante : forêts (78,2 %), zones agricoles hétérogènes (10,4 %), espaces ouverts, sans ou avec peu de végétation (6,2 %), zones urbanisées (3 %), zones industrielles ou commerciales et réseaux de communication (2,2 %).
L'évolution de l’occupation des sols de la commune et de ses infrastructures peut être observée sur les différentes représentations cartographiques du territoire : la carte de Cassini (XVIIIe siècle), la carte d'état-major (1820-1866) et les cartes ou photos aériennes de l'IGN pour la période actuelle (1950 à aujourd'hui).

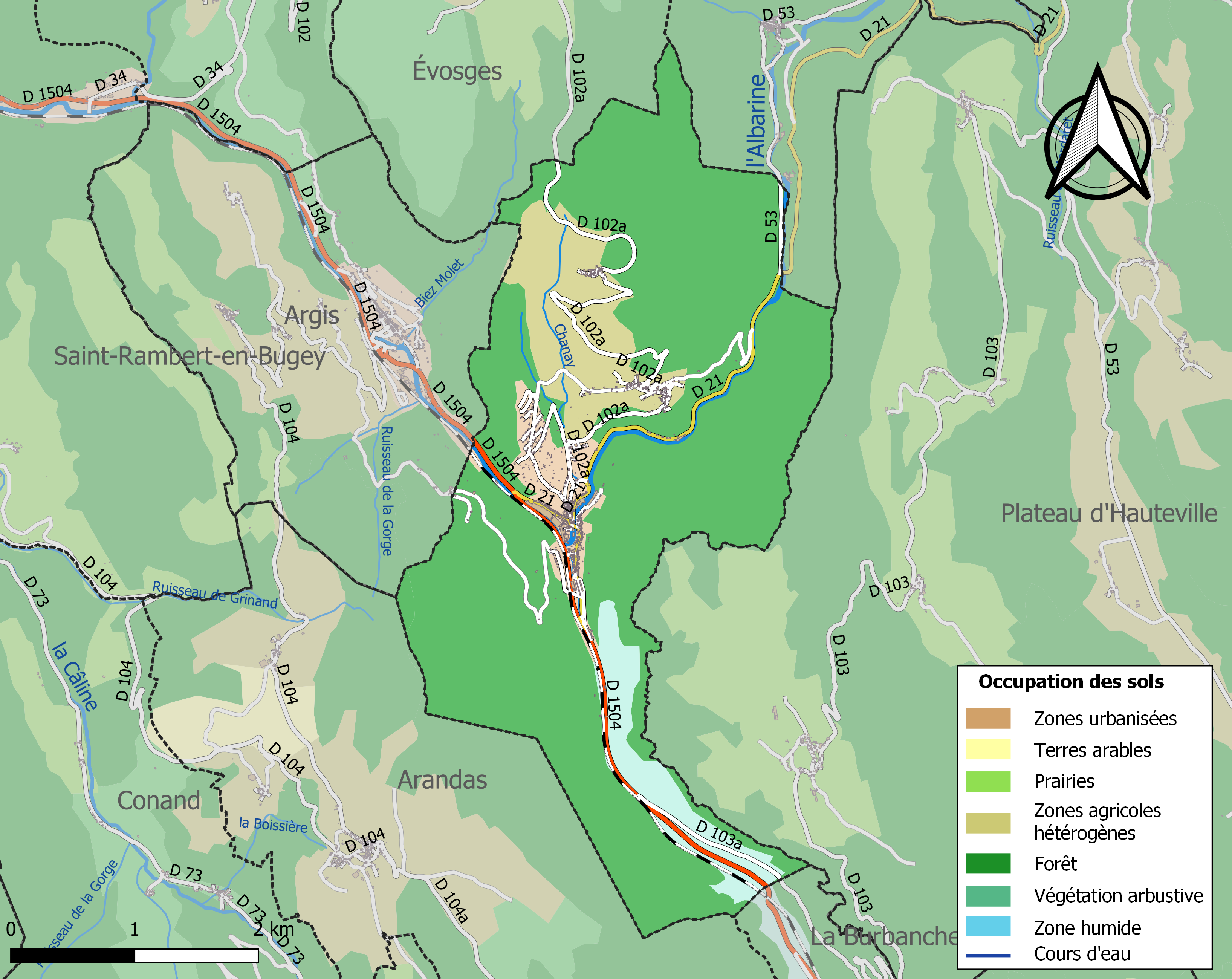
Carte des infrastructures et de l'occupation des sols de la commune en 2018 (CLC).

## Histoire
Petite ville industrielle spécialisée dans le textile (déchets de soie puis fibres synthétiques liées aux entreprises de Lyon), Tenay a compté plus de 5 000 habitants avant de se vider très largement depuis l'arrêt des usines de la vallée, dans les années quatre-vingt pour les dernières.

## Politique et administration

### Découpage territorial
La commune de Tenay est membre de la communauté de communes de la Plaine de l'Ain, un établissement public de coopération intercommunale (EPCI) à fiscalité propre créé le 15 décembre 2002 dont le siège est à Chazey-sur-Ain. Ce dernier est par ailleurs membre d'autres groupements intercommunaux.
Sur le plan administratif, elle est rattachée à l'arrondissement de Belley, au département de l'Ain et à la région Auvergne-Rhône-Alpes. Sur le plan électoral, elle dépend du canton de Plateau d'Hauteville pour l'élection des conseillers départementaux, depuis le redécoupage cantonal de 2014 entré en vigueur en 2015, et de la cinquième circonscription de l'Ain pour les élections législatives, depuis le dernier découpage électoral de 2010.

### Administration municipale
| Période     | Période  | Identité      | Étiquette | Qualité |
| ----------- | -------- | ------------- | --------- | --- |
| avant 1988  | 1989     | Henri Reverdy |           | |
| 1989        | 2020     | Marc Perrot   | DVG       | Instituteur Réélu en 1995,2001,2008 et 2014 Conseiller général du canton de Saint-Rambert-en-Bugey (1977-1982) |
| 23 mai 2020 | En cours | Gaël Allain   |           | |

## Démographie
L'évolution du nombre d'habitants est connue à travers les recensements de la population effectués dans la commune depuis 1793. Pour les communes de moins de 10 000 habitants, une enquête de recensement portant sur toute la population est réalisée tous les cinq ans, les populations de référence des années intermédiaires étant quant à elles estimées par interpolation ou extrapolation. Pour la commune, le premier recensement exhaustif entrant dans le cadre du nouveau dispositif a été réalisé en 2008.
En 2022, la commune comptait 1 024 habitants, en évolution de −1,92 % par rapport à 2016 (Ain : +5,15 %, France hors Mayotte : +2,11 %).
| 1793 | 1800 | 1806 | 1821 | 1831  | 1836  | 1841  | 1846  | 1851  |
| ---- | ---- | ---- | ---- | ----- | ----- | ----- | ----- | ----- |
| 811  | 811  | 876  | 836  | 1 130 | 1 084 | 1 180 | 1 266 | 1 290 |

| 1856  | 1861  | 1866  | 1872  | 1876  | 1881  | 1886  | 1891  | 1896  |
| ----- | ----- | ----- | ----- | ----- | ----- | ----- | ----- | ----- |
| 1 440 | 1 498 | 1 904 | 2 439 | 2 970 | 3 193 | 3 316 | 4 009 | 4 214 |

| 1901  | 1906  | 1911  | 1921  | 1926  | 1931  | 1936  | 1946  | 1954  |
| ----- | ----- | ----- | ----- | ----- | ----- | ----- | ----- | ----- |
| 3 770 | 3 825 | 4 037 | 3 630 | 3 742 | 3 658 | 2 628 | 2 203 | 2 132 |

| 1962  | 1968  | 1975  | 1982  | 1990  | 1999  | 2006  | 2008  | 2013  |
| ----- | ----- | ----- | ----- | ----- | ----- | ----- | ----- | ----- |
| 2 132 | 1 993 | 1 715 | 1 571 | 1 356 | 1 086 | 1 100 | 1 105 | 1 067 |

| 2018  | 2022  | - | - | - | - | - | - | - |
| ----- | ----- | - | - | - | - | - | - | - |
| 1 026 | 1 024 | - | - | - | - | - | - | - |

## Culture et patrimoine

### Lieux et monuments
- L'église Saint-André se trouve dans les hauteurs du village de Tenay. Elle a été rénovée en 2015. Elle possède un autel en marbre du Saint-Sacrement ainsi qu'un orgue Michel Merklin et Khun de 1943, acheté par souscription des habitants[19].
- Madone de Tenay dominant le village du haut du rocher du Couard.
- La via ferrata de la Guinguette, entre Tenay et Hostiaz. Accessible presque toute l'année, elle domine le quartier du même nom et permet de découvrir une partie de la vallée de l'Albarine. Dénivellation : 70 m, longueur : 700 m, altitude maximale : 710 m, orientation : ouest. village de Tenay et vallée de l'Albarine vue depuis la via ferrata d'Hostiaz

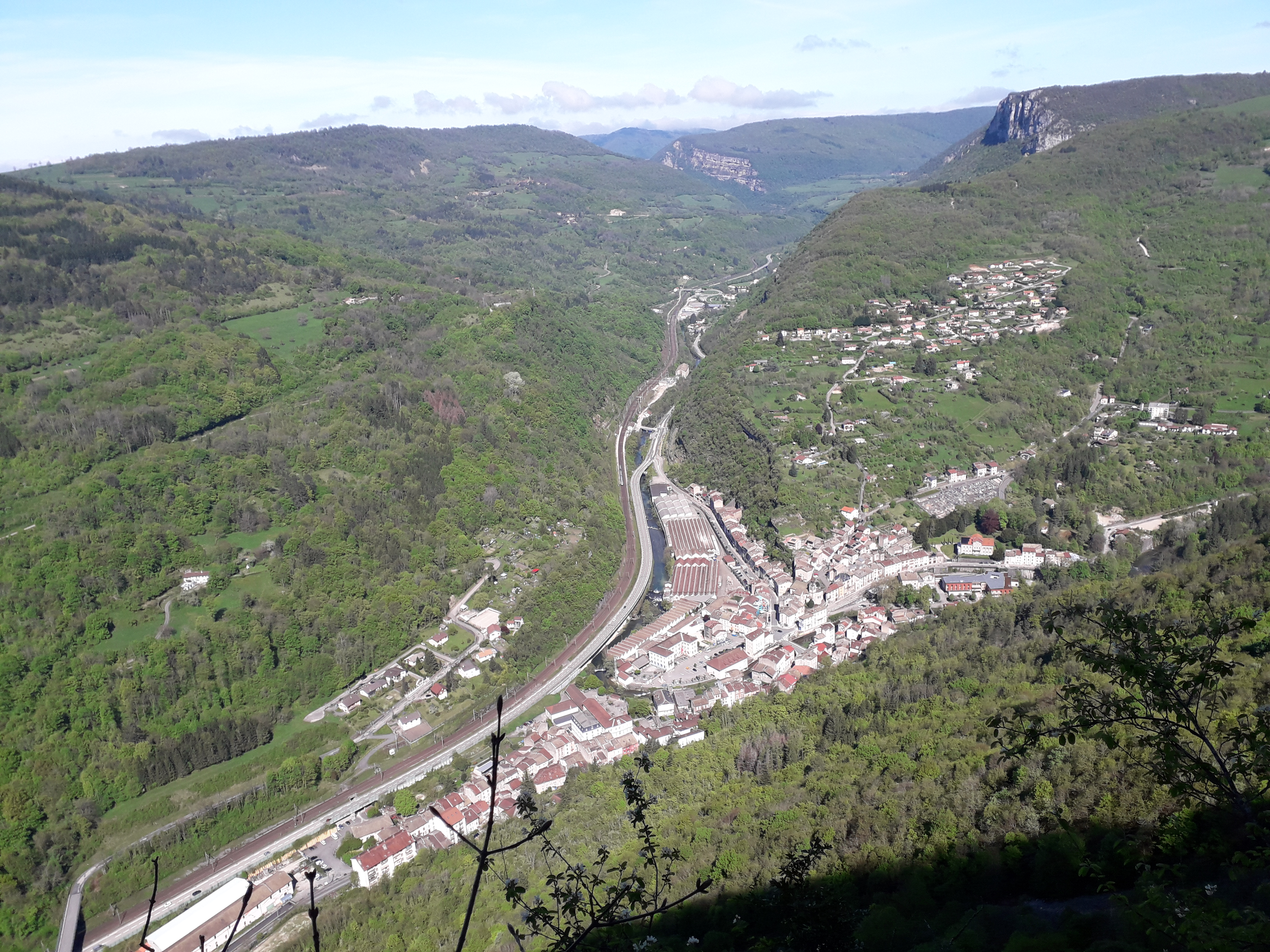
village de Tenay et vallée de l'Albarine vue depuis la via ferrata d'Hostiaz

- Tenay est aussi un centre de pêche à la truite dans l'Albarine.
- Parc des Eaux-Noires.

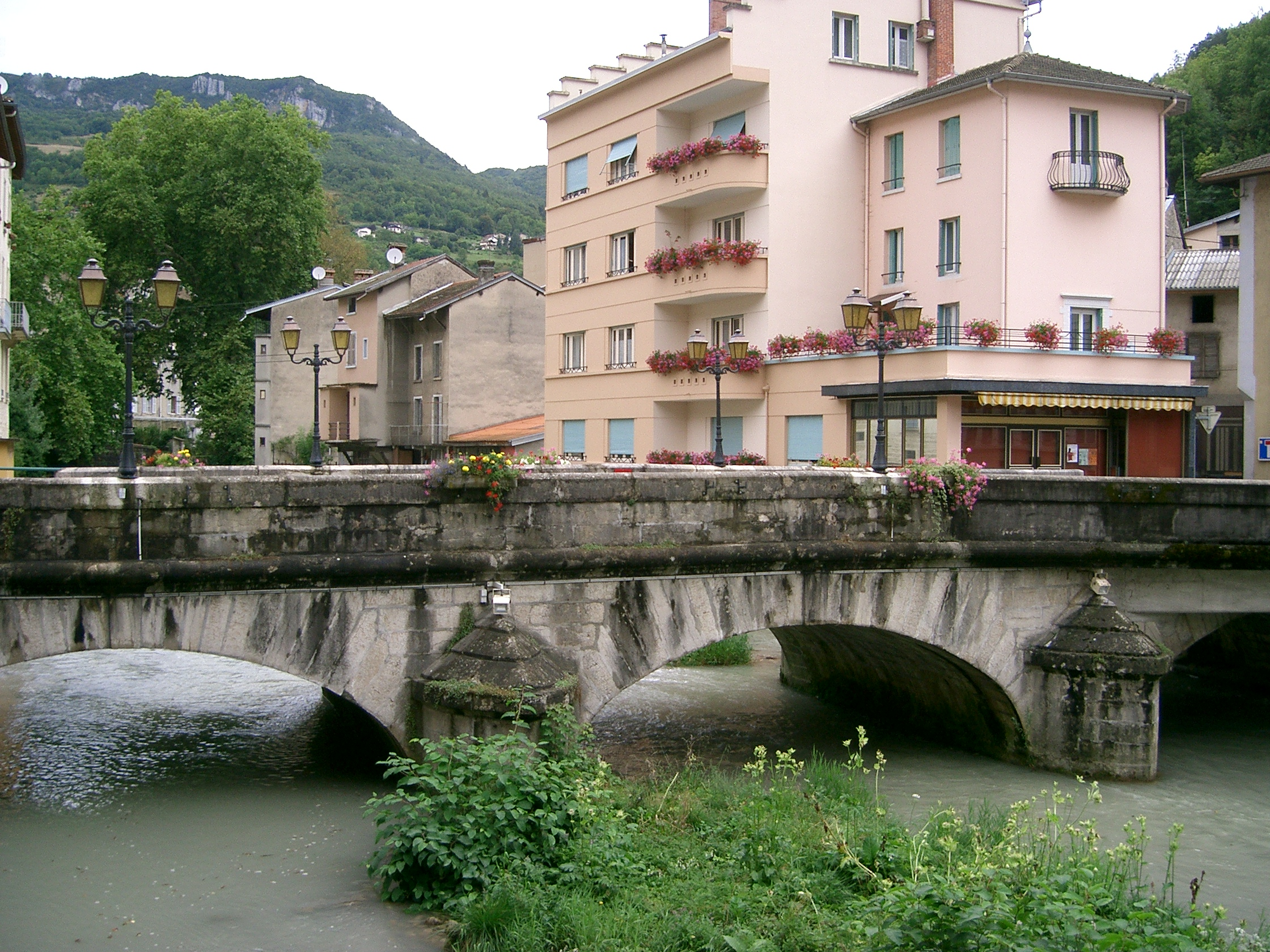
Pont sur l'Albarine à Tenay.
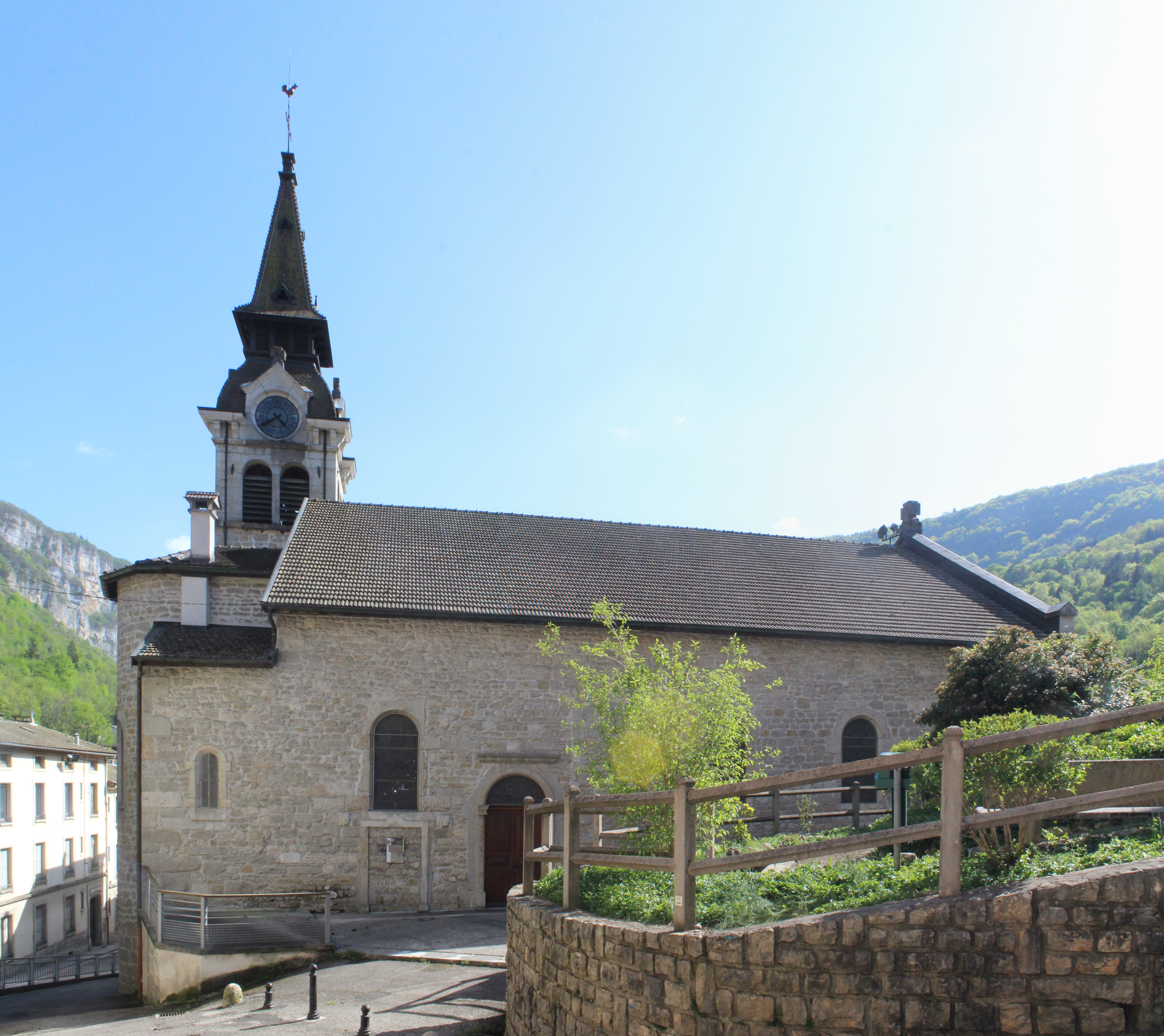
L'église Saint-André.
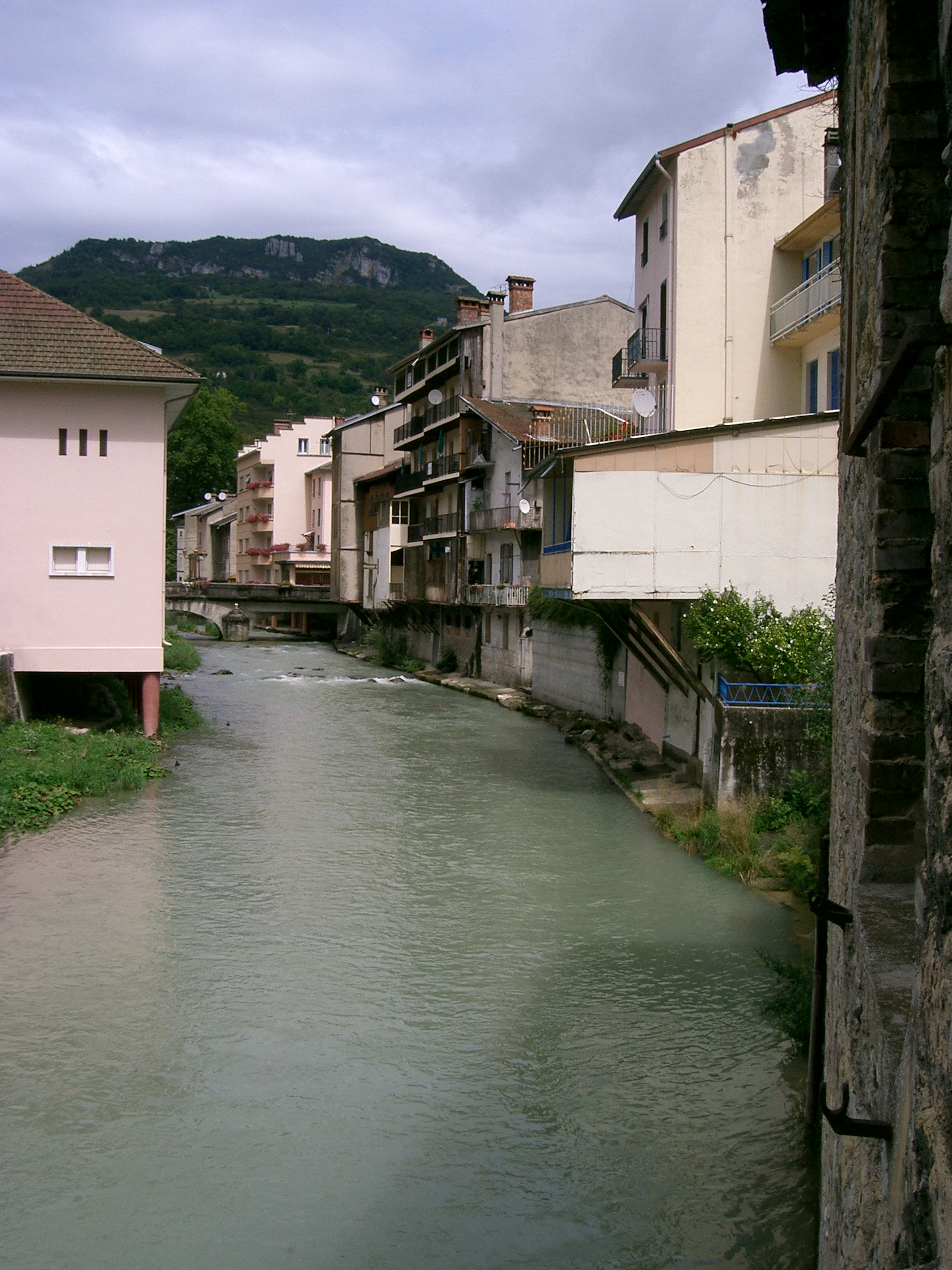
L'Albarine à Tenay.
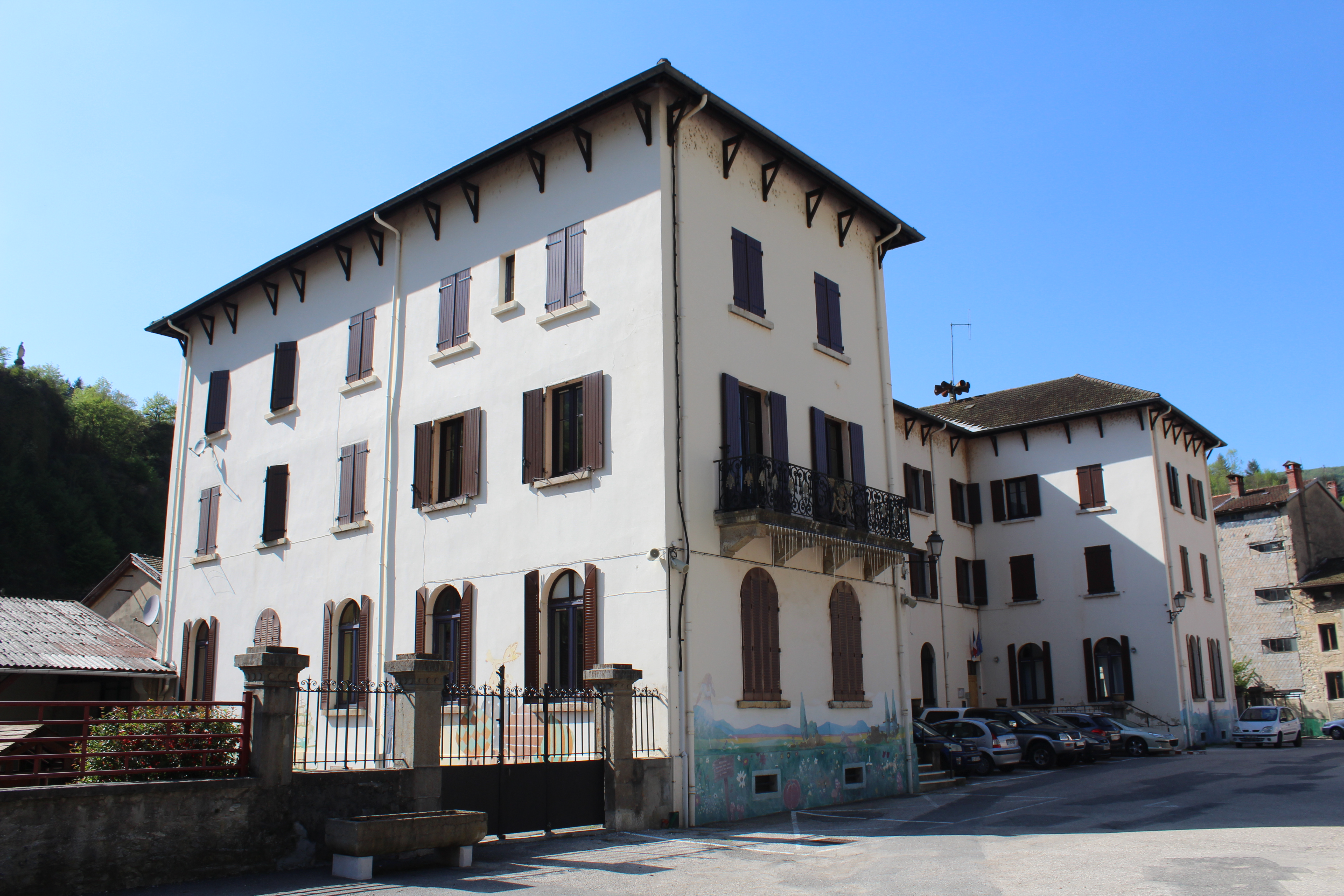
Mairie.
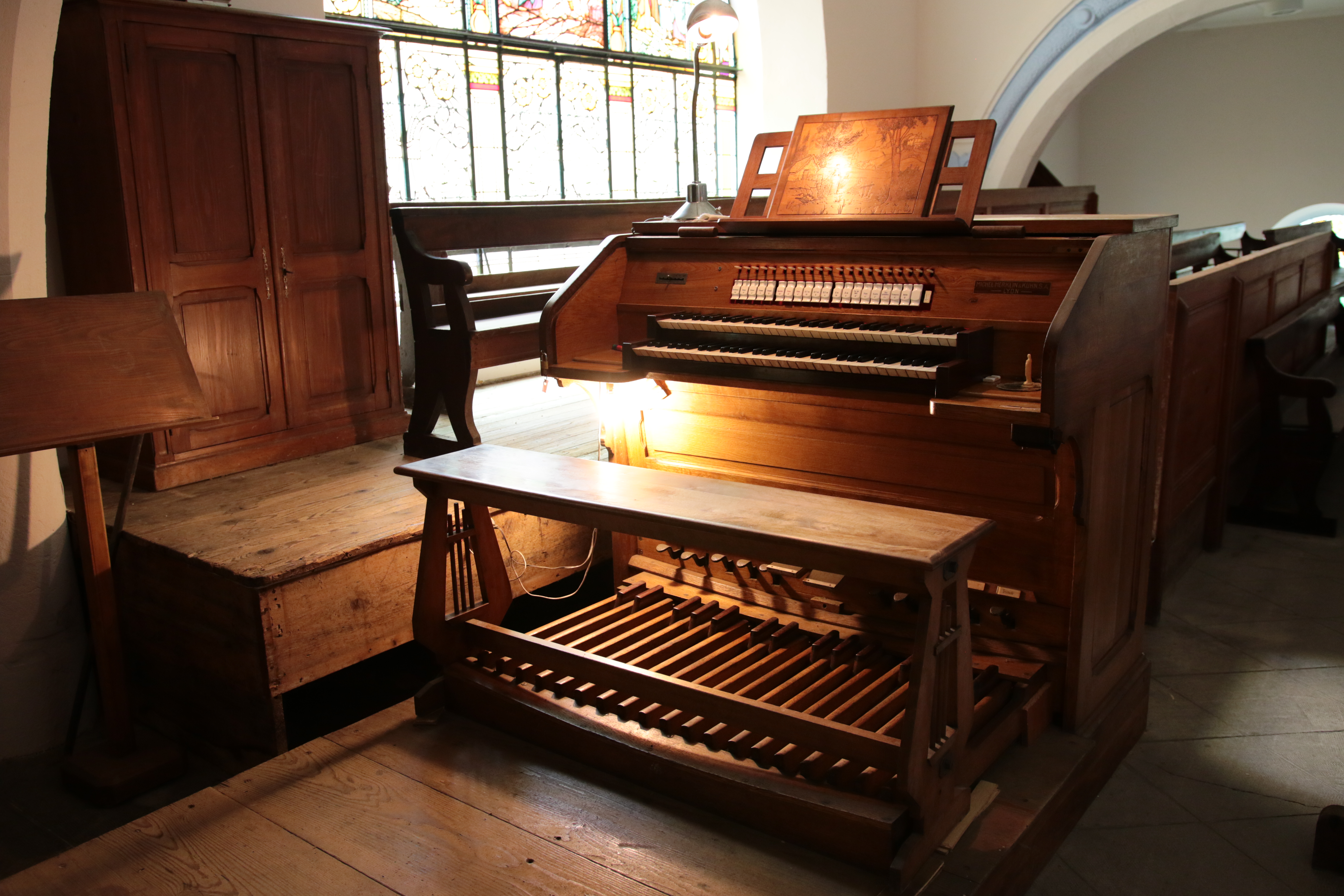
Orgue de Tenay.

- Certains murs de la ville sont le support d'œuvres de street art depuis quelques années. Le Khroma Festival, « rencontre des arts et de la musique » se tient en septembre.

### Patrimoine naturel
- ZNIEFF de la grotte de Tréfiez[20], habitée par la chauve-souris barbastrelle.

## Services publics

### Enfance
- École maternelle et école élémentaire.
- Garderie.

### Santé
- Maison de retraite médicalisée (EHPAD) « La maison à soie », d'une capacité de 65 lits.
- Cabinets infirmiers. Cabinet de kinésithérapie et médecin, installés dans l'ancien foyer « le Cocon ».
- Pharmacie.

### Infrastructures routières et ferroviaires
- Gare de Tenay-Hauteville, de la ligne Lyon-Perrache à Genève. Elle est desservie par les TER en direction de Lyon, Chambéry, Evian, Saint Gervais et Genève (Suisse).
- Le village est contourné par la route départementale D 1504, ancienne « route nationale 504 », d' Ambérieu-en Bugey à Voglans, près de Chambéry.

### Équipements sportifs
- Stade de Malix
- Skatepark et city-stade des Eaux -Noires
- Boulodrome du Clos du Couard
- Via ferrata de la Guinguette

### Commerces
- Boulangerie-pâtisserie, épicerie, 2 bars, pizzeria, galerie d'art.
- Agence postale.

### Industrie
- Une entreprise de fabrication de présentoirs et meubles commerciaux est installée dans l'ancienne usine de tissage des Eaux-Noires[21].

### Personnalités liées à la commune
- Georges Sorel (Cherbourg, 1847 - Boulogne-sur-Seine 1922), sociologue et philosophe, connu pour sa théorie du syndicalisme révolutionnaire et pour avoir vanté le rôle de la violence et du mythe dans les luttes sociales, est enterré à Tenay dans le caveau de son fils adoptif, Jean-Baptiste David. Il repose en face de sa compagne, née au hameau Le Chaney, Marie Euphrasie David, décédée en 1897. Une légende, souvent répétée mais fausse, veut que les ambassades d'Union soviétique et de l'Italie fasciste aient proposé en leur temps, chacun de leur côté, la réfection de la tombe. L'origine de cette rumeur en était la préface de Daniel Halévy à la biographie de Sorel publiée en 1953 par Pierre Andreu. Sorel, qui fréquenta Tenay et y discutait avec la famille de sa compagne, ancienne ouvrière dans les usines de la vallée qu'il avait rencontrée à Lyon en 1875, ne manqua pas de dénoncer les conditions de travail et les modes de conduction de l'usine de filature de la soie Warnery à Tenay[22].
- Frédéric Quinson (1831-1908), industriel et inventeur français, ancien maire de Tenay.
- Maurice Flandin (1900-1944), résistant français mort sous la torture en 1944.
- Le coureur cycliste Roger Pingeon a vécu et travaillé à Tenay comme plombier-zingueur en 1963 et 1964. Il courait alors sous le statut d'indépendant.

### Héraldique
| Blason de Tenay | Blason  | Écartelé : au premier et au quatrième d'or à la bande sable, au deuxième et au troisième d'or à la bande engrêlée de sable. |
| Blason de Tenay | Détails | |